# Hagen am Teutoburger Wald
Hagen am Teutoburger Wald ist eine Gemeinde im Südwesten des Landkreises Osnabrück in Niedersachsen.

## Geografie

### Lage

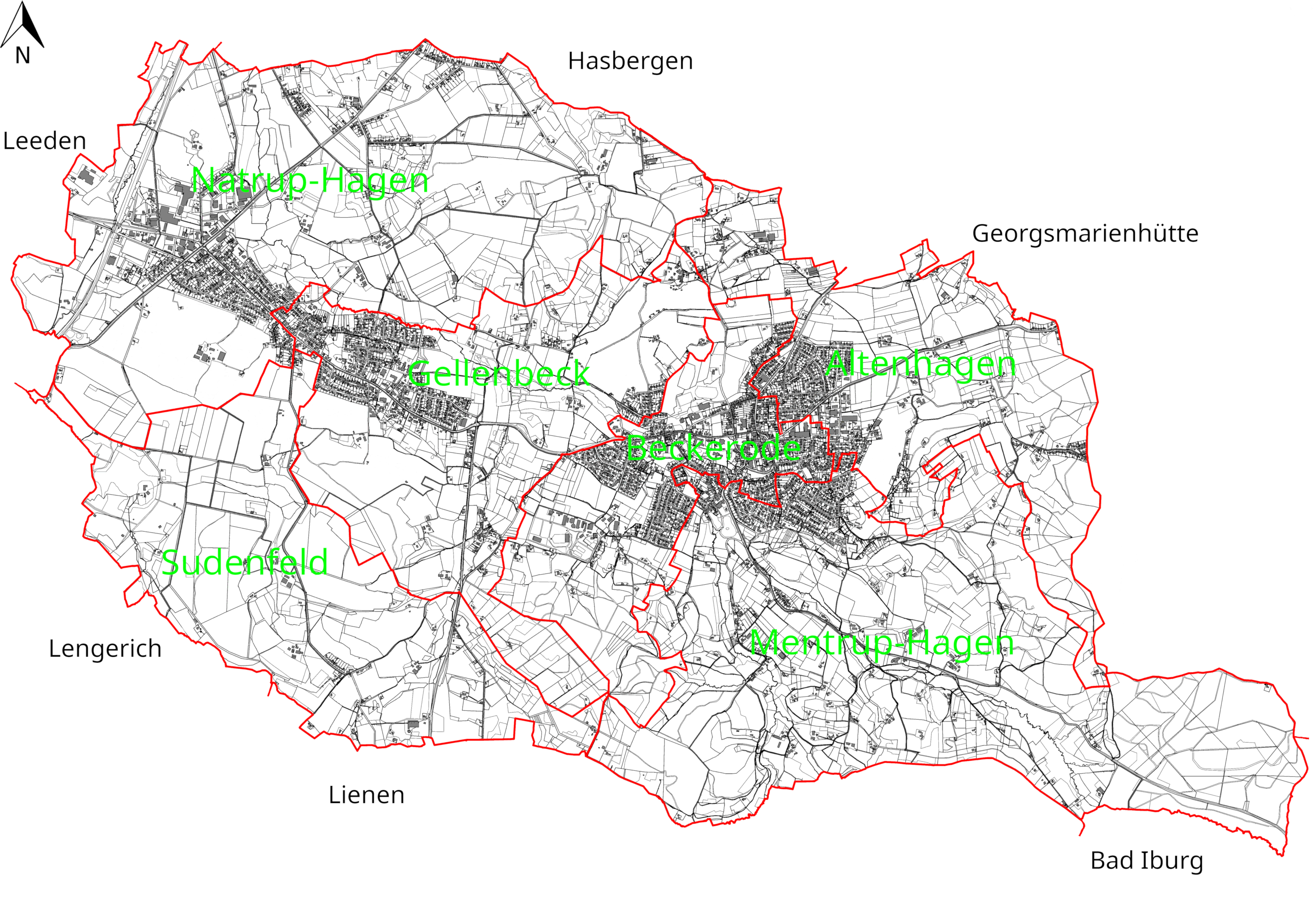
Karte der Gemeindeteile

Hagen liegt im westlichen Teutoburger Wald in einem Talkessel, der von allen Seiten durch Wälder geschützt ist. Die Natur prägt noch immer große Teile Hagens.
Mitten durch den Hagener Talkessel fließt der Goldbach mit zahlreichen kleinen Nebenbächen, die zur Entwässerung des Talkessels beitragen.
Am Silberberg, an dem im 18. Jahrhundert silberhaltiges Erz abgebaut wurde, wächst das Galmei-Hellerkraut. Es steht auf der Roten Liste gefährdeter Arten. Der Silberberg ist seit 1937 Naturschutzgebiet; 36,6 Hektar davon sind nach der Fauna-Flora-Habitat-Richtlinie geschützt.

### Nachbargemeinden
Die Gemeinde grenzt
- im Norden an Hasbergen
- im Osten an Georgsmarienhütte und Bad Iburg
- im Süden an Lienen und Lengerich
- im Westen an Tecklenburg

### Gemeindegliederung
Gemeindeteile sind:
- Altenhagen
- Gellenbeck
- Hagen (früher: Beckerode)
- Mentrup
- Natrup-Hagen
- Sudenfeld

## Geschichte
Hagen wurde 1097 das erste Mal in einer Urkunde des Adeligen Ruothward an den Bischof Wido von Osnabrück erwähnt. In dieser Urkunde wird von der „parrochia Hagen“ (Pfarrei Hagen) gesprochen. Dies deutet darauf hin, dass schon deutlich vor der urkundlichen Erwähnung 1097 eine Gemeinde Hagen mit kirchlichen Strukturen existiert hat, welche mit den heutigen Grenzen Hagens deckungsgleich ist. In der Urkunde überträgt der Osnabrücker Grundbesitzer und Adelige Ruothward dem Osnabrücker Bischof Wido zwei Bauernhöfe in der Pfarrei Hagen und einen in der Pfarrei Bramsche, welche im nördlichen Teil des Osnabrücker Landes liegt.
Bereits am 8. Dezember 852 wurde ein Bauernhof aus dem Hagener Ortsteil Mentrup in einer Übertragung von König Ludwig dem Deutschen an das neugegründete Stift Herford namentlich erwähnt. Auch die Bauerschaft Beckerode, welche später einen Ortsteil Hagens bildete, wurde bereits zwischen 1082 und 1096 im Zuge des Einnahmeregisters des Benediktinerinnenklosters Herzebrock erwähnt. Unklar bleibt hierbei die genaue Datierung des Einnahmeregisters und um welchen Hof aus der Bauerschaft Beckerode es sich genau handelt.
Am 12. April 1723 brannte fast der gesamte Ortskern Hagens nieder. Durch eine Unachtsamkeit des Küstersohnes geriet dessen Kotten in Brand. Durch die fachwerkliche Bauweise der Gebäude, die strohbedeckten Dächer und die dichte Bebauung in der Hagener Dorfstraße konnte sich das Feuer sehr schnell von Haus zu Haus ausbreiten und zerstörte neben elf Wohnungen, zwei Backhäusern und zwei Ställen auch das Pastorat, die Schule und das hölzerne Kirchturmdach inklusive der zwei Glocken. Das Kirchenschiff blieb dank des Ziegeldaches weitestgehend unbeschädigt, jedoch deuten noch heute rote Spuren im kirchlichen Mauerwerk auf den Brand hin. Auf Grund fehlender finanzieller Mittel waren erst 1736 alle sichtbaren Brandschäden behoben.
Ein weiterer, vom Ausmaß vergleichbarer Brand ereignete sich am 17. August 1892, als ein junger Bursche in der Scheune des Gibbenhofes ein Streichholz ins Stroh fallen ließ. Der Gibbenhof wurde bereits 1402 erstmals erwähnt. Die Hagener Feuerspritze, welche schnell herbeigeholt wurde, versagte ihren Dienst, weshalb eine Eimerkette vom Dorfbrunnen bis zum Gibbenhof hergestellt wurde. Als im bereits völlig in Brand stehenden Gibbenhof der „Schnapskeller“ explodierte, sprangen Funken auf nahe gelegene Gebäude über und setzten auch diese in Brand. Ein weiteres Ausbreiten der Flammen konnte auch durch die Absendung von Hagener Arbeitern aus der nahe gelegenen Eisenhütte Georgs-Marien-Bergwerks- und Hüttenverein in Georgsmarienhütte und der Unterstützung von umliegenden Feuerwehren nicht verhindert werden, so dass 18 Häuser einschließlich ihrer Nebengebäude niederbrannten. Doch im Gegensatz zum Brand von 1723 hatte dieser Brand weitaus geringere Folgen, da öffentliche Gebäude wie Kirche und Schule verschont blieben und die betroffenen Hausbesitzer allesamt in einer Brandschutzversicherung waren. Auswirkungen hatte der Brand auf das Erscheinungsbild des Ortskernes, der nun mit modernen Gebäuden bebaut wurde. Außerdem wurde Hagen eine neue, moderne Feuerspritze zugesichert, welche noch heute existiert. An den Gibbenhof erinnert die Straßenbezeichnung Gibbenhoff mit einem Hinweisschild auf den ehemaligen Hof Gibben.
Am 8. November 2001 beschädigte ein F1-Tornado über 40 Gebäude in Hagen. Trotz der Schäden wurde kein Mensch verletzt. Es war nach Belm und Remsede der dritte Tornado im Landkreis Osnabrück in 2001.
Das Regentief Cathleen brachte am Abend des 26. August 2010 große Regenmengen über Hagen und die ganze Region. So schwoll der durch Hagen laufende Goldbach extrem an und überflutete Teile des Ortsgebiets. 300 Häuser wurden durch das Hochwasser beschädigt. Nach dem Unwetter setzte sich der Hagener Gemeinderat das Ziel den Hochwasserschutz zu verbessern, so wurden die bestehenden Rückhaltebecken erweitert und erneuert und zwei neue Hochwasserschutzbecken gebaut.
Im Dillbach, einem dem Goldbach zufließendem Bach, wurde 2016 der Himmelreichdamm errichtet. Hier können hinter einem 9 Meter hohen Staudamm 42.000 m³ Wasser zurückgehalten werden. 2020 wurde im Forellental ein weiteres Hochwasserschutzbecken fertiggestellt, hier kann der Goldbachdurchfluss auf 3,5 m³/s gedrosselt und 25.000 m³ Wasser hinter einem 3,5 Meter hohen Damm zurückgehalten werden.

### Herkunft des Ortsnamens
Alte Bezeichnungen des Ortes sind um 1088 Hage, 1097 in Hagen, 1200 Hage/Hagen, 1223 Hagen, 1305 Haghen und 1359 in Haghene.
Das Namenselement „hagen“ leitet sich aus dem alten Sprachgebrauch ab und bedeutet „Umzäunung, umzäuntes Grundstück, Weideplatz, Hecke“. Hagen bezeichnet in Orts- und Flurnamen den eingezäunten Raum, Bezirk oder ein eingezäuntes Waldstück.

### Eingemeindungen
Die Gemeinde Hagen am Teutoburger Wald hieß bis 1954 Hagen-Beckerode. Am 1. Juli 1968 wurden Altenhagen und Mentrup eingemeindet.
Die heutige Gemeinde Hagen am Teutoburger Wald wurde durch die Gebietsreform, die am 1. Juli 1972 in Kraft trat, aus den damaligen Gemeinden Hagen am Teutoburger Wald und Niedermark gebildet. Die Gemeinde Niedermark war erst am 1. Januar 1971 durch den Zusammenschluss der Gemeinden Gellenbeck, Natrup-Hagen und Sudenfeld neu gebildet worden.

### Einwohnerentwicklung

Bevölkerungsentwicklung seit 1987

Die folgende Übersicht zeigt die Einwohnerzahlen von Hagen im jeweiligen Gebietsstand und jeweils zum 31. Dezember.
Bei den Zahlen handelt es sich um Fortschreibungen des Landesbetriebs für Statistik und Kommunikationstechnologie Niedersachsen auf der Basis der Volkszählung vom 9. Mai 2011.
| Jahr | Einwohner |
| ---- | --------- |
| 1987 | 11.954    |
| 1990 | 12.581    |
| 1995 | 13.958    |
| 2000 | 14.219    |
| 2005 | 14.265    |
| 2010 | 14.001    |
| 2011 | 13.847    |
| 2015 | 13.475    |
| 2017 | 13.412    |
| 2018 | 13.465    |

## Politik

### Gemeinderat
Der Gemeinderat hat gegenwärtig 30 Mitglieder aus vier Parteien oder Gruppen. Dies ist die festgelegte Anzahl für eine Gemeinde mit einer Einwohnerzahl zwischen 12.001 und 15.000 Einwohnern. Die Ratsmitglieder werden durch eine Kommunalwahl für jeweils fünf Jahre gewählt. Hinzu kommt der Bürgermeister als stimmberechtigter Vorsitzender des Rates.
Die folgende Tabelle zeigt die Kommunalwahlergebnisse seit 1996.
| 2021–2026 | 52,0 | 16 | 28.5 | 9  | 10,8 | 3 | 4,3 | 1 | 2,0 | 1 | 100 | 30 | 70,11 |
| 2016–2021 | 59,7 | 18 | 29,3 | 9  | 7,1  | 2 | 3,9 | 1 | —   | — | 100 | 30 | 64,59 |
| 2011–2016 | 57,6 | 17 | 33,6 | 10 | 5,9  | 2 | 3,0 | 1 | —   | — | 100 | 30 | 67,8  |
| 2006–2011 | 53,4 | 16 | 40,3 | 12 | 3,5  | 1 | 2,8 | 1 | —   | — | 100 | 30 | 66,0  |
| 2001–2006 | 56,9 | 18 | 37,9 | 12 | 2,4  | 0 | 2,8 | 0 | —   | — | 100 | 30 | 66,0  |
| 1996–2001 | 58,8 | 19 | 35,4 | 11 | 5,7  | 1 | —   | — | —   | — | 100 | 31 | 73,6  |
| Prozentanteile gerundet. Quellen: Landesbetrieb für Statistik und Kommunikationstechnologie Niedersachsen, Landkreis Osnabrück. Bei unterschiedlichen Angaben in den genannten Quellen wurden die Daten des Landesbetrieb für Statistik und Kommunikationstechnologie verwendet, da diese eine insgesamt höhere Plausibilität aufweisen. |      |    |      |    |      |   |     |   |     |   |     |    |       |

### Bürgermeister
- seit 2021 Christine Möller (parteilos)[14]
- 2011–2021 Peter Gausmann (parteilos)[15]
- 2000–2011 Dieter Eickholt (SPD)
- 1994–2000 Martin Frauenheim (CDU)[16]
- 1968–1994 Hubert Große-Kracht (CDU)[17]

### Wappen
Das Wappen Hagens besteht zum einen aus dem sechslappigen Eichenblatt, das an die sechs Ursprungsgemeinden erinnern soll, und dem halben Rad, das die Zugehörigkeit zum Osnabrücker Land ausdrückt.

### Städtepartnerschaften
- Wustrow, Landkreis Mecklenburgische Seenplatte, Mecklenburg-Vorpommern
- Barczewo (Wartenburg in Ostpreußen), Powiat Olsztyński, Woiwodschaft Ermland-Masuren, Polen

## Bildung

### Schulen
Vier Schulen befinden sich in Hagen a.T.W. Alle vier Schulen arbeiten als offene Ganztagsschulen. Dazu gehört die Grundschule St. Martin (Schulstraße 8), die Grundschule Gellenbeck (Görsmannstraße 16), der Außenposten der Grundschule Gellenbeck, Grundschule Natrup-Hagen (Stresemannstraße 10), sowie die Oberschule Hagen (Schopmeyerstraße 20), welche über das Angebot eines gymnasialen Zweiges verfügt.
Zudem verfügt Hagen über eine Jugendmusikschule, 2 Jugend-Treffs (Kirchen, katholischer Jugendtreff Chalet Jugendpflege, Kirchstraße 5, Martinusheim Kinder- und Jugendzentrum, Martinistraße 5) und zwei verschiedenen Fahrschulen (Fahrschule Prade und Fahrschule Grimmelsmann).

### Hagener Bildungspaket
In der Gemeinde Hagen a.T.W. haben Familien einen sehr hohen Stellenwert. Der Rat der Gemeinde Hagen a.T.W. hat deshalb den Beschluss gefasst, Familien durch ein Bildungsgeld bzw. einen Bildungsgutschein besondere Unterstützung zukommen zu lassen.
Jedes Kind in Hagen, das zwischen dem 1. Oktober 2014 und dem 30. September 2026 geboren wird, hat Anspruch auf ein Bildungspaket. im Wert von mehr als 1.000 €. Bei der Geburt und bei der Einschulung werden jeweils 200 € ausgezahlt. Die verbleibenden 600 € werden als Gutscheine ausgegeben. Die 50-€-Gutscheine sind bei zahlreichen Hagener Einrichtungen einlösbar, die Angebote für Kinder bereitstellen.
Eine Besonderheit ist der Gutschein für die Jugendmusikschule. Dieser kann in der Elementarstufe der Jugendmusikschule verwendet werden und wird mit den Gebühren der Jugendmusikschule (ein Jahresbeitrag) verrechnet.
Das Hagener Bildungspaket umfasst zudem einen Gutschein im Wert von 50 €, der bei der Anschaffung von Stoffwindeln eingelöst werden kann, sowie einen weiteren Gutschein, mit dem Eltern zur Geburt ihres Kindes einen Obstbaum auswählen können.
Die Gutscheine können nicht weitergegeben werden und gelten ausschließlich für das registrierte Kind. Ihr Verfall erfolgt acht Jahre nach dem Datum, an dem sie ausgestellt wurden. Eltern werden nach der Geburt des Kindes angeschrieben und über das Bildungspaket informiert.

## Infrastruktur

### Verkehr

#### Bahn
Nahe der westlichen Gemeindegrenze befindet sich der Bahnhof Natrup-Hagen an der Bahnstrecke Wanne-Eickel–Hamburg. Hier halten zweistündlich die Züge der Eurobahn in Richtung Münster oder Osnabrück. Im Dezember 2019 wurde der Fahrplan um den Rhein-Haard-Express ergänzt, welcher zweistündlich eine Direktverbindung nach Düsseldorf bietet.
| Linie | Verlauf | Takt   |
| ----- | --- | ------ |
| RE 2  | Rhein-Haard-Express: Osnabrück Hbf – Hasbergen – Natrup-Hagen (zweistdl.) – Lengerich (Westf) – Kattenvenne (zweistdl.) – Ostbevern – Westbevern – Münster (Westf) Hbf – (Münster-Albachten – Senden-Bösensell – Nottuln-Appelhülsen – Buldern –)* Dülmen – (Sythen –)* Haltern am See – (Marl-Sinsen –)* Recklinghausen Hbf – (Recklinghausen Süd –)* Wanne-Eickel Hbf – Gelsenkirchen Hbf – Essen Hbf – Mülheim (Ruhr) Hbf – Duisburg Hbf – Düsseldorf Flughafen – Düsseldorf Hbf * Halt nur einzelner Züge im Nachtverkehr Stand: Fahrplanwechsel Dezember 2023 | 60 min |
| RB 66 | Teuto-Bahn: Osnabrück Hbf – Hasbergen – Natrup-Hagen – Lengerich (Westf) – Kattenvenne – Ostbevern – Westbevern – Münster (Westf) Hbf Stand: Fahrplanwechsel Dezember 2021 | 60 min |

#### Bus
Ferner gibt es im regelmäßigen Taktverkehr Buslinien der Verkehrsgemeinschaft Osnabrück von Hagen nach Osnabrück auf drei Routen: über Holzhausen, Alt-Georgsmarienhütte bzw. Hasbergen.

#### Flugzeug
Hagen liegt etwa 30 Kilometer vom Flughafen Münster-Osnabrück (FMO) in Greven entfernt.

#### Straße
Mit dem Auto ist Hagen über die Bundesautobahn 1, Anschlussstelle Lengerich, oder über die A 30, Anschlussstelle Sutthausen, zu erreichen.

## Kultur und Sehenswürdigkeiten
Siehe auch Liste der Baudenkmale in Hagen am Teutoburger Wald und  Liste der Stolpersteine in Hagen am Teutoburger Wald
Das Wahrzeichen Hagens ist die ehemalige St.-Martinus-Kirche. Sie wurde als Nachfolgerin einer vermutlich romanischen Kirche 1492 bis 1523 errichtet. In den 1970er Jahren wurde in der Nähe die neue römisch-katholische St.-Martinus-Kirche errichtet. Seither wird die alte Kirche für Konzerte und Ausstellungen genutzt.
Aus dem Jahr 1750 stammt der Fachwerkbau am Eingang des Waldfriedhofs. Das bodenständige Zweiständerhallenhaus wurde von dem Bauern Schulte to Brinke errichtet. Der letzte Landwirt aus der Familie Schulte to Brinke starb 1977. Im Jahr 2002 wurde der vordere Teil des Hauses saniert und in eine Kapelle umgewandelt (der zugehörige Waldfriedhof war 1983 eröffnet worden). Am 6. März 2016 wurde in dem Bau ein Kolumbarium eingesegnet.

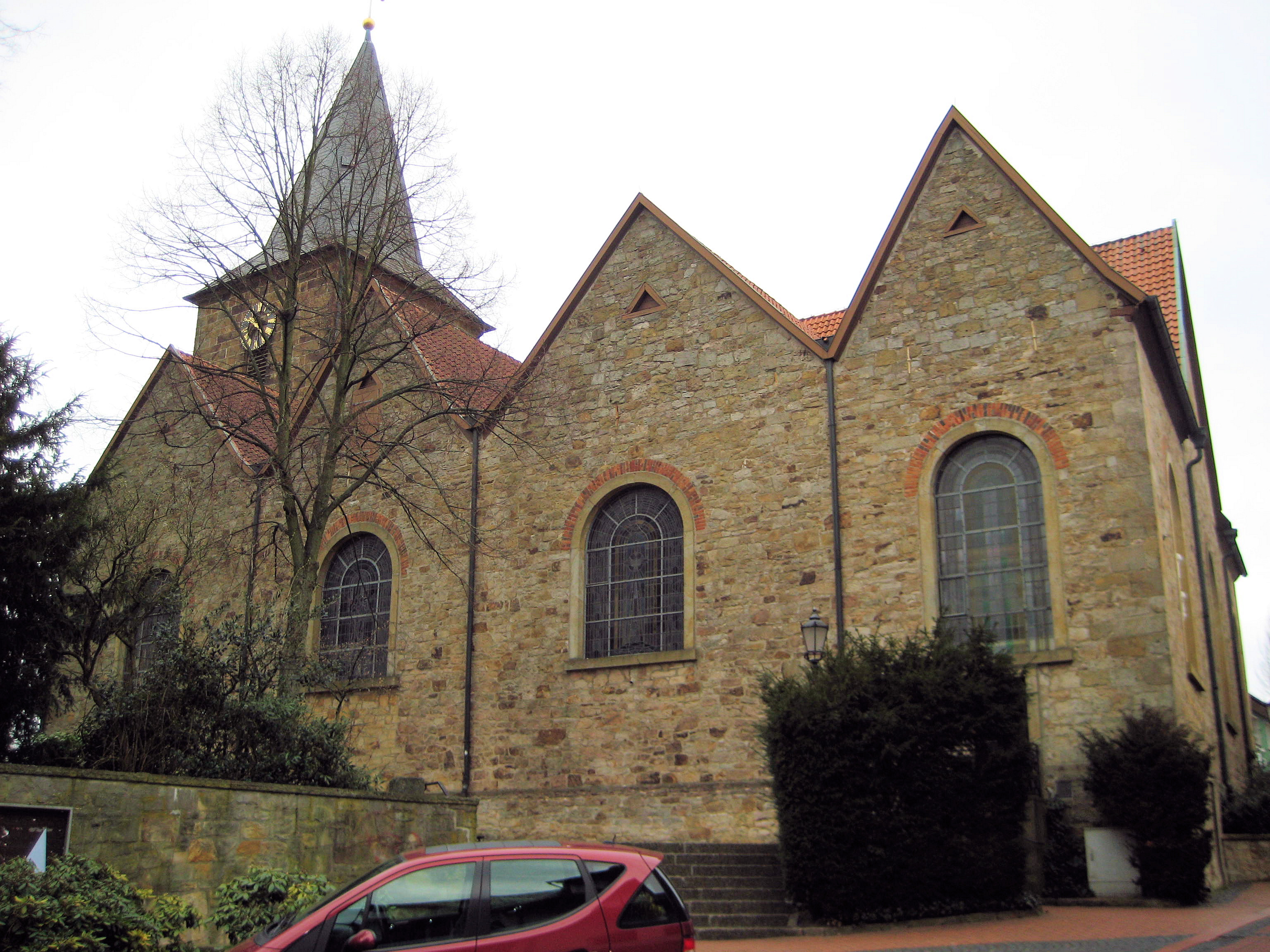
Alte Kirche St. Martinus, als Konzert- und Ausstellungsraum genutzt
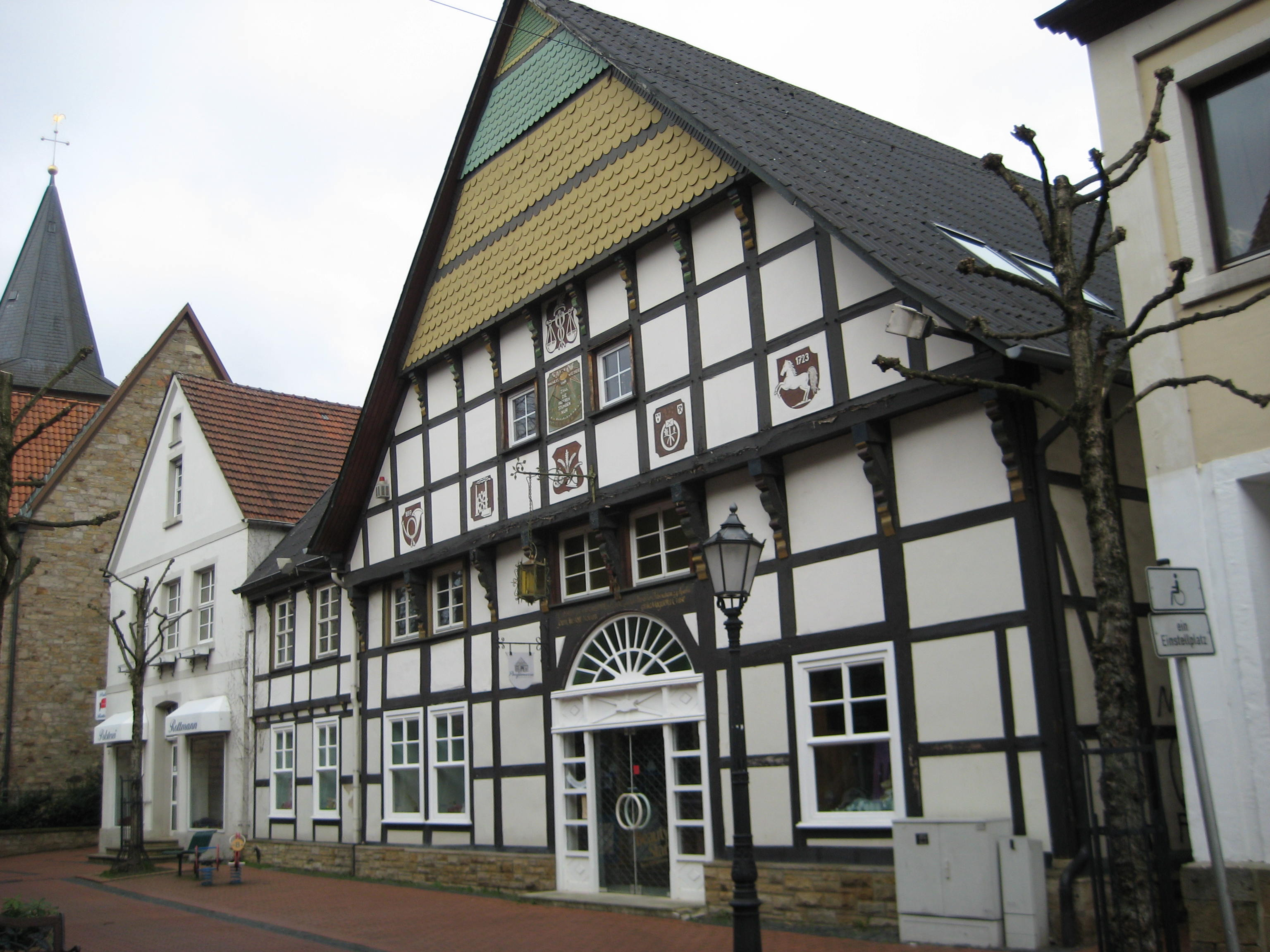
Fachwerkhaus in der Dorfstraße mit den Jahreszahlangaben 1723 und 1887 im Giebel
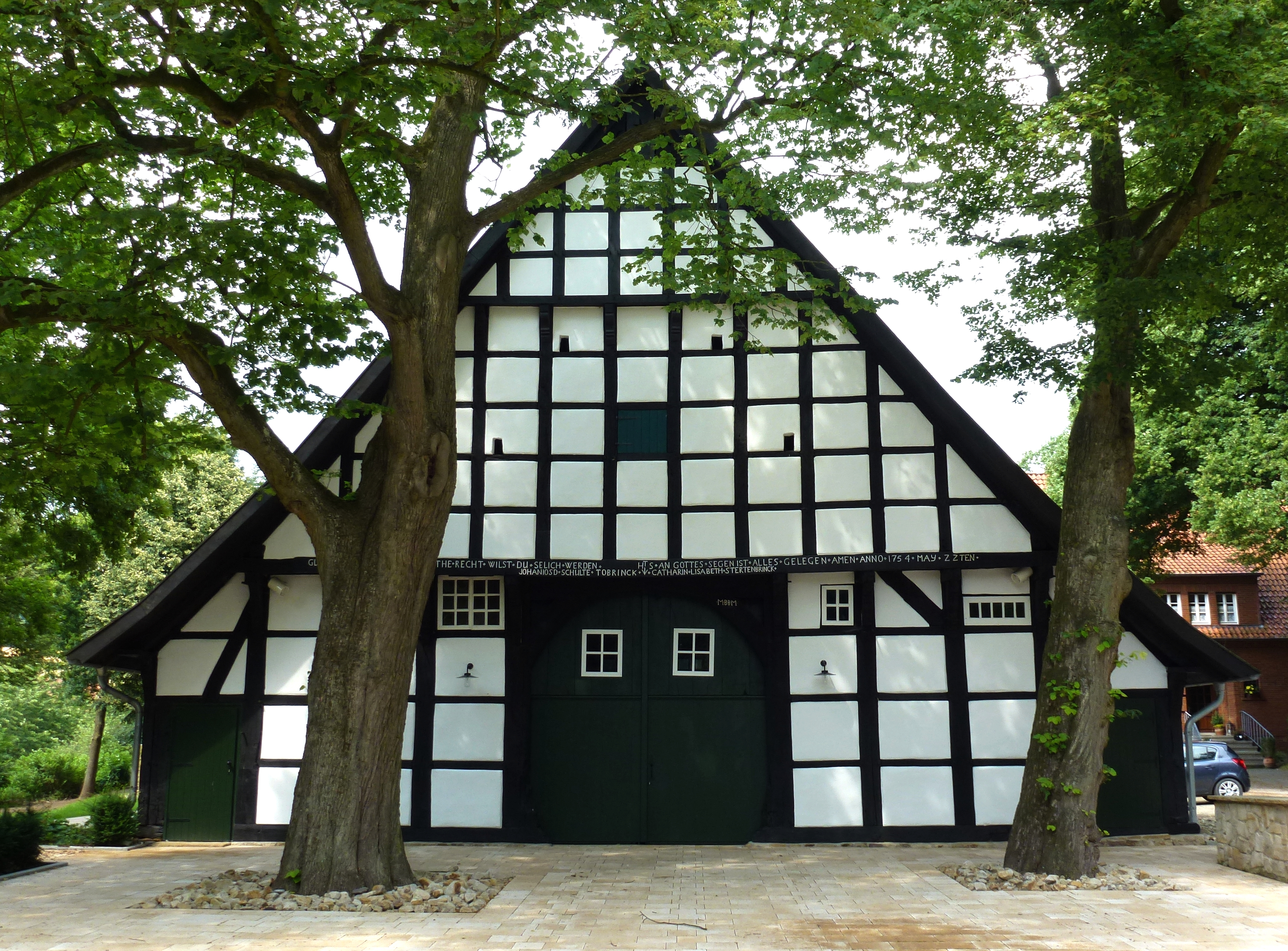
Fachwerkhaus am Eingang des Waldfriedhofs (1750)
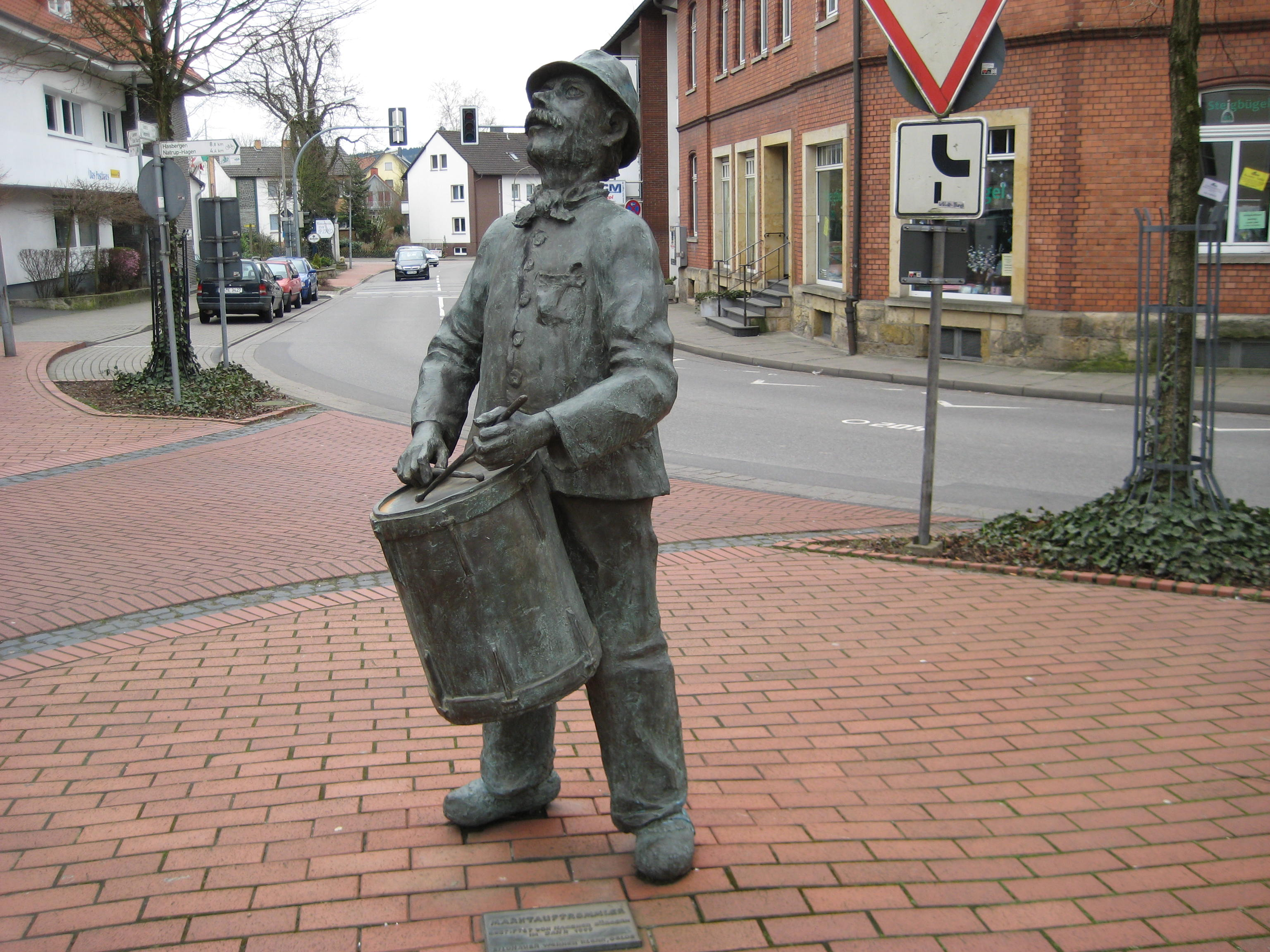
Marktauftrommler, Plastik des Bildhauers Werner Klenk aus Oelde, 1999 von Hagener Bürgern gestiftet

### Veranstaltungen
Die Hagener Kirmes ist jedes Jahr im Herbst im gesamten Ortskern der Gemeinde. Dabei findet der traditionelle Viehmarkt („Ferkelmarkt“) immer an dem Montag nach Michaelis (29. September) statt. Im Jahr 2014 fand dieser zum 400. Mal statt und aus diesem Anlass verlieh der Osnabrücker Bischof Bode der Gemeinde formal die Marktrechte für weitere 100 Jahre.
Während die Freiwillige Feuerwehr Niedermark seit über 40 Jahren im Ortsteil Gellenbeck jährlich am 30. April einen „Tanz in den Mai“ als große Zeltfete veranstaltet veranstaltet alle zwei Jahre der Musikzug im Musikverein Wiesental im Frühjahr ein dreitäges internationales Musikfest, an dem bis zu 2000 Musikanten teilnehmen.
Ebenfalls alle zwei Jahre fand mehrere Jahre im Zentrum der Gemeinde ein Open-Air-Festival statt. Das Festival hatte im Sommer 2007 etwa 6000 Besucher. Veranstalter war der Touristikverein Hagen a. T. W. Im Jahr 2009 stand die Veranstaltung unter dem Motto „Neue Deutsche Welle-Revival“, bei dem namhafte NDW-Künstler wie Markus und Hubert Kah auftraten. Aufgrund einer neuen touristischen Marketing-Strategie („Kirsch-Gemeinde“, „Kirschhagen“) wurde das Festival neu ausgerichtet und findet seitdem alle zwei Jahre als zweitägiges „Hagener Kirschfest“ statt. Als Höhepunkt des Kirschfestes wird am Sonntagnachmittag die Hagener Kirschkönigin proklamiert (siehe hierzu auch separates Kapitel „Hagener Kirschkönigin“).

### Sport
In Hagen gibt es zwei größere Sportvereine, den Hagener Sportverein (HSV) und die Spielvereinigung Niedermark.
In der Fußballabteilung des Hagener SV spielte in ihrer Jugend die ehemalige Fußballnationalspielerin Nicole Brandebusemeyer, die insgesamt acht Länderspiele bestritt und u. a. dem Kader der deutschen Nationalmannschaft für die WM 1999 in den USA und für die Olympischen Spiele von Sydney (2000) angehörte.
Die Basketball-Damenmannschaft der Hagen Huskies spielte von 2003 bis 2009 in der zweiten Basketball-Bundesliga. In der Saison 2006/2007 ging es in den Playoffs um den Aufstieg in die 1. Bundesliga. Erst im Halbfinale musste man sich dem Herner TC geschlagen geben. Mit Beginn der Saison 2009/2010 zog sich die Mannschaft freiwillig aus der zweiten Liga zurück und spielt nun in der 2. Regionalliga West (4. Liga).
In den 1980er Jahren feierte die Tischtennis-Herrenmannschaft der Spvg. Niedermark in der Zweiten Bundesliga Erfolge. Internationale Titel erreichte der im Verein spielende Bad Iburger Dieter Lippelt, der u. a. Tischtennisseniorenweltmeister im Einzelwettbewerb (2008; Altersklasse Ü70) und im Herren-Doppel (2006; Altersklasse Ü65) wurde. Lippelt nahm bis 2010 an allen bis dahin ausgetragenen fünfzehn Seniorenweltmeisterschaften teil.
Hagen hat sechs Schützenvereine sowie einen Bogenclub. Bekanntestes Mitglied ist der Recurve-Bogenschütze Michael Frankenberg, der an den Olympischen Spielen 2004 teilnahm.
Die erfolgreichste Sportlerin des Ortes ist Nicole Hehemann. Die gelernte Judoka errang u. a. bereits eine Goldmedaille (2004) mit der Mannschaft sowie je eine Silber- (2007) und eine Bronzemedaille (2008) bei den Weltmeisterschaften im Sumōringen der Frauen. 2007 errang sie den zweiten Platz und 2010 den dritten Platz im Einzel- und Mannschaftswettkampf der Europameisterschaft. Im März 2013 gewann Nicole Hehemann bei der EM der Sumo-Ringer im holsteinischen Ort Pönitz im Einzel- und Mannschaftswettbewerb die Goldmedaille.
Der Hagener Reitverein „St. Martinus Hagen“ richtet alle zwei Jahre ein Reitturnier aus.

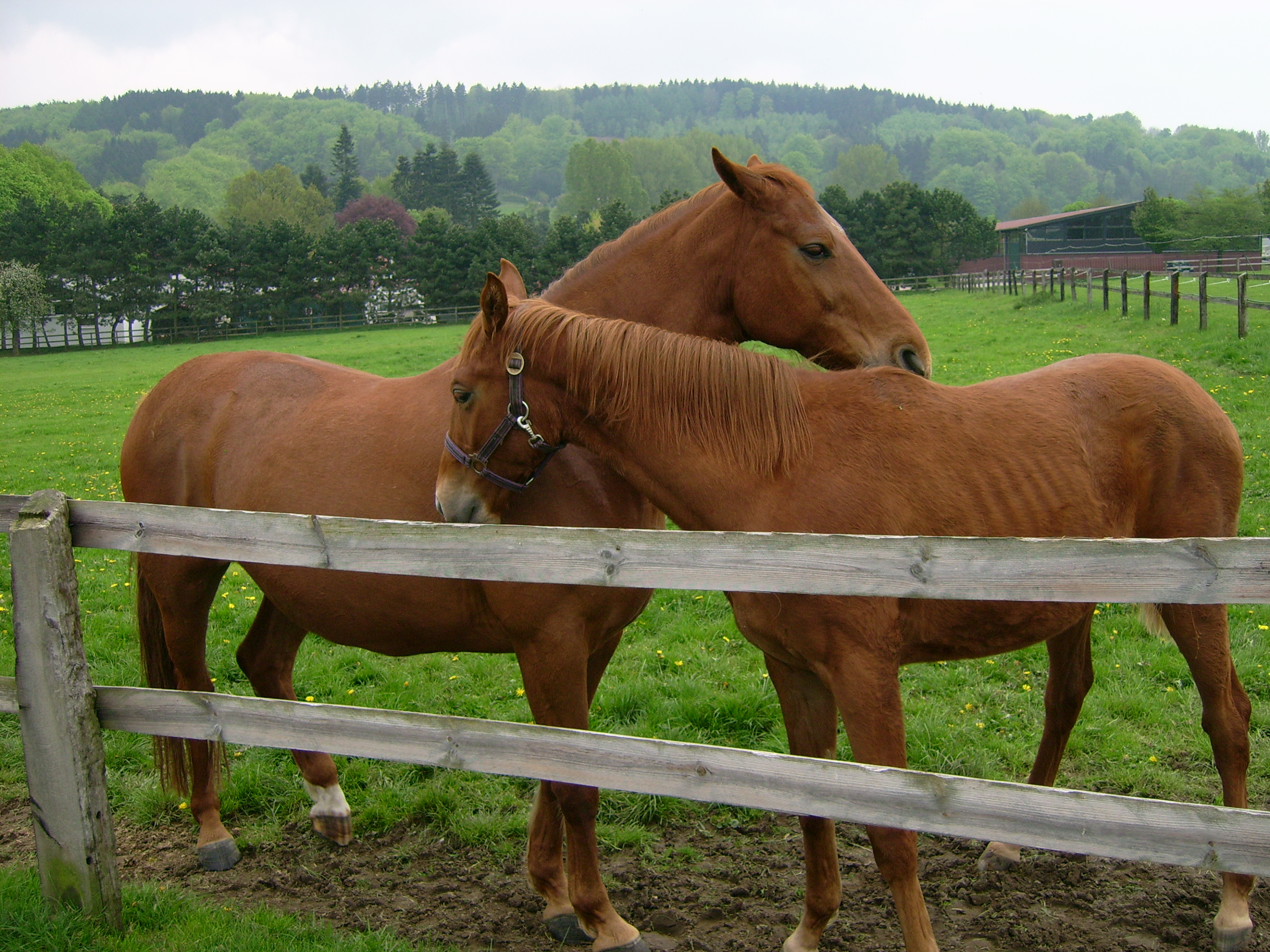
Koppel mit Borgberg

Internationale Reitturniere (u. a. „Horses & Dreams“) und Pferdesportwettkämpfe gibt es regelmäßig auf dem Gelände des „Hofs Kasselmann“, dessen Besitzer Ulrich Kasselmann gemeinsam mit der deutschen Springreiterlegende Paul Schockemöhle in der Gemeinde Ankum einmal jährlich die größte internationale Pferdeauktion („P.S.I.-Auktion“) veranstaltet. Im August 2005 wurde die Europameisterschaft der Dressurreiter auf dem „Hof Kasselmann“ ausgetragen, bei der die deutsche Mannschaft die Goldmedaille gewann. Im September 2021 findet dort erneut die Europameisterschaft der Dressurreiter statt.
Bekannte und gleichermaßen erfolgreiche Pferdesportler des Ortes sind Vater und Sohn Jürgen und Christoph Koschel, die seit 2006 in Hagen a. T. W. leben und direkt neben dem „Hof Kasselmann“ den „Hof Beckerode“ betrieben. Christoph Koschel ist aktuell einer der erfolgreichsten deutschen Dressurreiter.
Nachdem Nachwuchsreiter Max Haunhorst bereits mehrere bedeutsame regionale und überregionale Jugend- und Junioren-Titel im Springreiten gewonnen hatte, wurde er 2017 in Aachen und 2018 in München jeweils Deutscher Junioren-Meister im Springreiten.

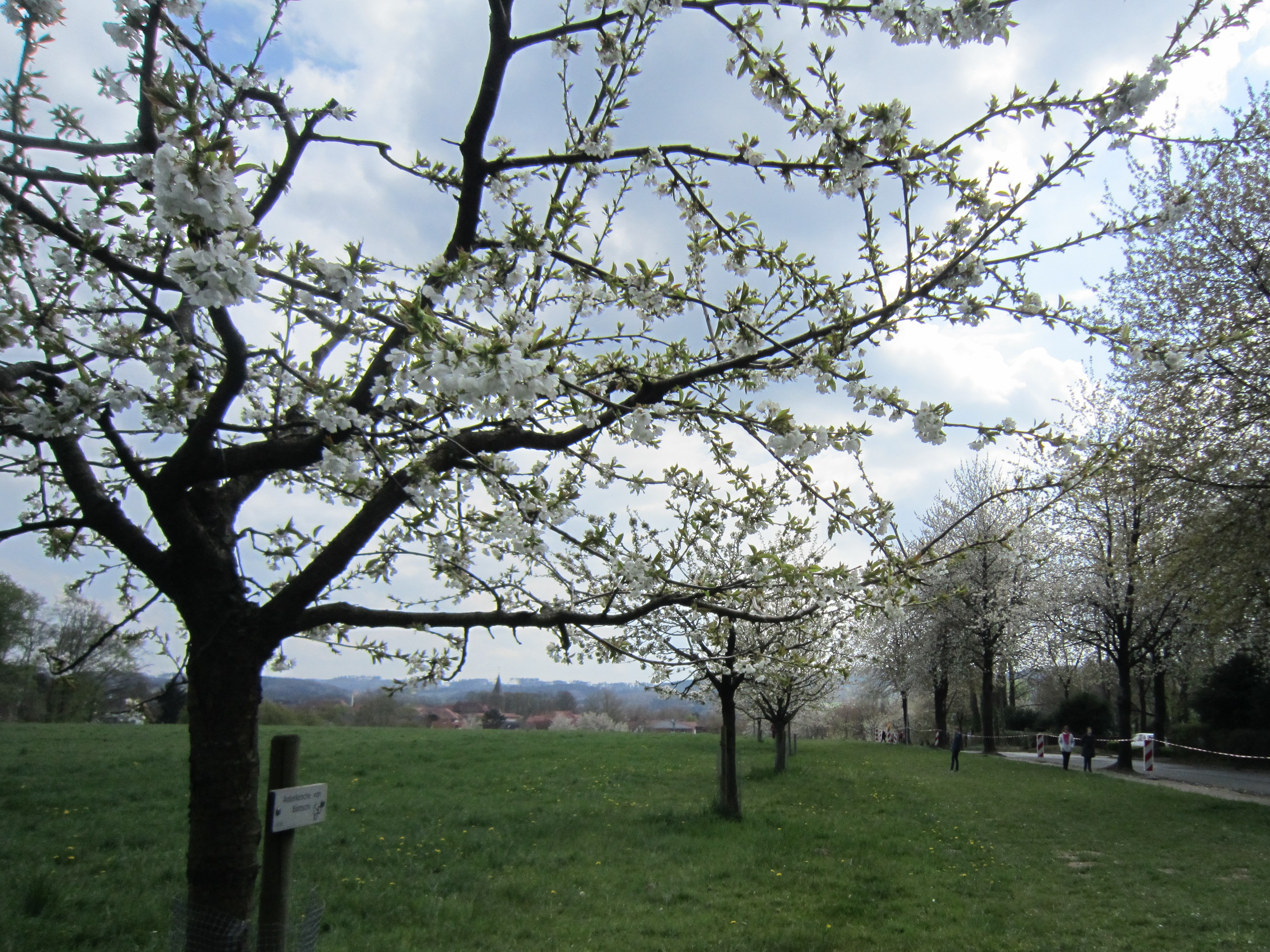
Kirschlehrpad beim Schulten Holz

### Obstbau

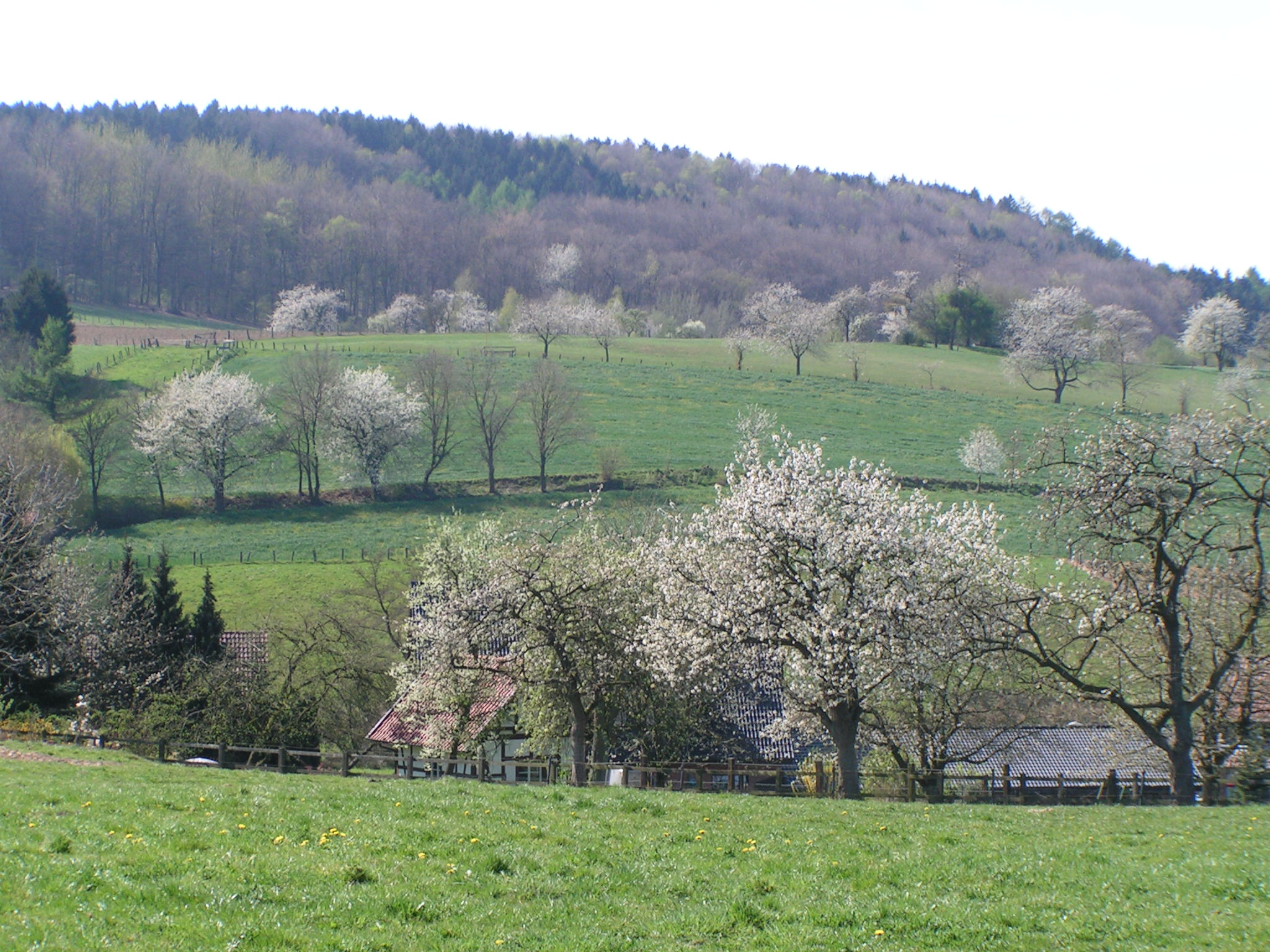
Kirschblüte im Forellental

Bereits für das 16. Jahrhundert ist belegt, dass in der Gemeinde Hagen Süßkirschen in großem Umfang angebaut wurden. Um 1900 war Hagen eines der bedeutendsten Kirschanbaugebiete Deutschlands. Die wirtschaftliche Bedeutung des Kirschenanbaus, der auf großkronigen Obstbäumen betrieben wurde, ging jedoch stetig zurück, da sich in Deutschland zunehmend der intensive Plantagenobstbau entwickelte und durchsetzte.
Die Gemeinde Hagen war Teilnehmer eines BLE-Modellvorhabens zum Thema Süßkirschenvielfalt, das 2010 abgeschlossen wurde. Im Rahmen dieses Projektes wurden im Altbestand 41 Kirschsorten pomologisch identifiziert, von denen zuvor 7 Sorten verschollen waren. Hagen ist Sammlungspartner der Deutschen Genbank Obst. Die Gemeinde setzt sich für den Erhalt ihrer noch vorhandenen und zum Teil schon sehr alten Bäume ein und fördert den Neuanbau hochstämmiger Kirschbäume. Heute stehen auf dem Gebiet der Gemeinde Hagen noch etwa 2000 Süßkirschenbäume, davon 365 am Kirschlehrpfad am Schulten Holz. Dort befindet sich die größte Ansammlung von Süßkirschen in Deutschland. Die z. T. letzten Bäume ihrer Sorte dienen als Quelle für sogenannte Reiser – Triebe für die Veredelung neuer Bäume dieser Sorte.

## Hagener Kirschkönigin
Zur Unterstützung der touristischen Ausrichtung als Gemeinde in einem traditionellen Anbaugebiet für Kirschen wird seit 2003 alle zwei Jahre eine ehrenamtliche Kirschkönigin proklamiert, die als Botschafterin der Gemeinde repräsentative Aufgaben im Gemeindeleben, aber auch bei überregionalen Veranstaltungen (z. B. Tourismusmessen, „Grüne Woche“, Veranstaltungen der Arbeitsgemeinschaft Deutsche Königinnen e. V.) wahrnimmt.

## Persönlichkeiten

### Söhne und Töchter der Gemeinde
- Ludwig Wolf (1850–1889), Arzt, Anthropologe und Afrikaforscher
- Johann Spratte (1901–1991), Lyriker, Schriftsteller, Karikaturist und Grafiker
- Hermann Sandkämper (* 1930), Betriebstechniker und Politiker (CDU), Betriebsrat der Georgsmarienhütte GmbH, von 1967 bis 1990 Mitglied des Niedersächsischen Landtages für den Landtagswahlkreis Georgsmarienhütte
- Bernhard Witthaut (* 1955), Präsident des Verfassungsschutzes Niedersachsen von 2019 bis 2022 und ehemaliger Bundesvorsitzender der Gewerkschaft der Polizei
- Karin Schmidt-Ruhland (* 1958), Produktdesignerin und Hochschullehrerin
- Eckhard Ruthemeyer (* 1960), Politiker (CDU) und Bürgermeister von Soest

### Personen, die mit der Gemeinde in Verbindung stehen
- Alexandra Rietz (* 1971), Schauspielerin und Moderatorin, wuchs hier auf
- Sven Bensmann (* 1992), Musiker und Komiker, seit 2017 Sidekick der Comedy-Show Nightwash, wuchs hier auf
- Philipp Herkenhoff (* 1999), Basketballer, wuchs hier auf
- Rene Lukas Krüger (* 1999), Extrem- und Körperkünstler, wuchs hier auf